# Fosfolipas C

Fosfolipasernas klyvningsställen. Fosfolipas C-enzymer klyver precis före fosfatet som är kopplat till R_{3}-gruppen.

Fosfolipas C (PLC) är en enzymklass som klyver fosfolipider alldeles innan fosfatgruppen. De medverkar bland annat i signaltransduktion där de huvudsakligen aktiveras av G-proteinkopplade receptorer.